# أنجلينكا كاليو
أنجلينكا كاليو (بالفنلندية: Angelika Kallio)‏ هي عارضة فنلندية، ولدت في 15 سبتمبر 1972 في لاتفيا.

## وصلات خارجية
- أنجلينكا كاليو على موقع IMDb (الإنجليزية)
- أنجلينكا كاليو على موقع دليل عارضات الأزياء (الإنجليزية)